# المصينعة (حجر الصيعر)

تعديل مصدري - تعديل

المصينعة هي إحدى قرى عزلة حجر الصيعر بمديرية حجر الصيعر التابعة لمحافظة حضرموت، بلغ تعداد سكانها 11 نسمة حسب تعداد اليمن لعام 2004.